# La nona
La Nona es una tragicomedia del argentino Roberto Cossa, que se publicó en 1977. Se trata de una de las obras más trascendentales del teatro argentino. Se estrenó durante un período caracterizado por la inestabilidad política y social en el país. Al contrario de la suerte que han sufrido otras obras escritas bajo algún tipo de censura, La Nona supo salvar esa barrera gracias a su estilo simbólico y reflexivo, en el que subyace su carga crítica, y además consiguió una gran acogida en las representaciones que se realizaron de ella. Es una pieza teatral de gran transcendencia. En Argentina y otros países de Latinoamérica sigue representándose. Se ha traducido al inglés, el alemán, el ruso y latín.
Fue llevada al cine en 1979 por el director argentino Héctor Olivera. El guion fue escrito por Roberto Cossa y el papel protagónico fue interpretado por Pepe Soriano. Dicha cinta ganó el Premio Chacabuco en 2003, en la ciudad de Mar de Plata.

## Argumento
La obra se desarrolla en la década de 1970 en Argentina, teniendo como protagonista a una familia de clase trabajadora y pobre, que no es más que una muestra y ejemplo de la realidad de aquel momento con personajes arquetípicos que representan a toda una sociedad que lucha por salir adelante. El problema de esta familia es la Nona, la abuela, cuyo apetito insaciable obliga a todos los miembros a tener que trabajar más y más, y buscar medidas desesperadas y al límite de la razón para sobrevivir: desde el desmesurado trabajo del padre y cabeza de familia, hasta las más disparatadas ideas del hermano de este. Estas desesperadas soluciones, junto con el personaje de la abuela, crean un ambiente tragicómico, grotesco y casi surrealista y absurdo, que queda expresado en los personajes y estilo de la obra. Son estas acciones, también, una búsqueda de intentar superarse que se contraponen y quedan frustradas por la Nona, con una salud de hierro y un hambre insaciable, que va matando a cada uno de los miembros de su familia. Para el final de la historia, la Nona acaba con toda la familia de una forma u otra.

## Contextos que abarca "La Nona"

### Contexto social
El contexto social de "La Nona" de Roberto Cossa es fundamental para comprender la obra, ya que esta se desarrolla en un momento histórico y social específico en Argentina, la década de 1970. Aquí hay algunos aspectos clave del contexto social en el que se sitúa la obra:
- Crisis económica: durante la década de 1970, Argentina enfrentó una profunda crisis económica con alta inflación y dificultades para mantener un nivel de vida digno. Esta situación económica se refleja en la obra a través de la lucha de la familia por sobrevivir y mantenerse a flote financieramente, a pesar de los excesos de La Nona.

- Inestabilidad política: Argentina atravesó un período de inestabilidad política y conflictos sociales en la década de 1970, que culminó en un golpe de Estado militar en 1976. La obra aborda la realidad política del momento a través de la situación de la familia y las alusiones a la opresión y la represión que afectaban a la sociedad en ese momento.

- Sátira social: "La Nona" utiliza el humor negro y la sátira para criticar la codicia, la corrupción y la falta de valores morales en la sociedad argentina. La figura de La Nona como una comilona insaciable es un símbolo de la voracidad y el exceso que se percibían en la sociedad de la época.

- Dificultades familiares: la familia en la obra representa la lucha de las clases trabajadoras para sobrevivir en un contexto económico y político adverso. Los personajes de la familia luchan por mantener unida la unidad familiar a pesar de las dificultades, lo que refleja las tensiones y los desafíos que enfrentaban muchas familias en Argentina en ese momento

### Contexto económico
El contexto económico es un elemento fundamental en la trama y en la creación de la atmósfera de la obra. Esta se desarrolla en Argentina en la década de 1970, un período marcado por una crisis económica y social significativa. Aquí hay algunos aspectos clave del contexto económico en el que se sitúa la obra:
- Inflación y crisis económica: durante la década de 1970, Argentina enfrentó una inflación galopante y una crisis económica aguda. La inflación descontrolada erosionaba el poder adquisitivo de la moneda, lo que llevaba a una disminución del valor del dinero y a una creciente dificultad para mantener un nivel de vida digno.

- Desempleo: la alta inflación y la crisis económica llevaron a un aumento en el desempleo y a la pérdida de empleos en diferentes sectores de la economía. Esto generó inseguridad y dificultades financieras para muchas familias.

- Pobreza y desigualdad: la creciente pobreza y desigualdad económica en Argentina eran evidentes en la sociedad de la época. Muchas familias luchaban por satisfacer sus necesidades básicas y mantener un nivel de vida aceptable.

- Control de precios: el gobierno de Argentina implementó políticas de control de precios para tratar de frenar la inflación, pero estas medidas a menudo resultaban ineficaces y generaban problemas en el suministro de productos básicos.

### Contexto político
El contexto político influye en la trama y los temas de la obra de varias maneras:
- Dictadura y represión: la década de 1970 en Argentina estuvo marcada por la inestabilidad política y la presencia de gobiernos autoritarios. La obra se estrenó en 1977, un año después del golpe militar que llevó al poder a la Junta Militar, y en medio de una creciente represión política. Si bien "La Nona" no se centra directamente en la represión política, este contexto de dictadura y violencia política influyó en el ambiente general de temor y ansiedad que caracteriza la obra.

- Censura y control del arte: durante la dictadura militar en Argentina, se impuso una estricta censura y control sobre el arte y la cultura. Muchos artistas y escritores enfrentaron la persecución y la censura de sus obras. "La Nona" se representó en un contexto en el que el teatro y otras formas de expresión artística estaban sujetos a restricciones y censura, lo que añade un matiz a la obra y su crítica social.

- Sátira social y crítica política: "La Nona" utiliza el humor negro y la sátira social para criticar la corrupción, la codicia y la falta de valores morales en la sociedad argentina. Si bien la obra se centra principalmente en la familia y su lucha por sobrevivir, también puede interpretarse como una crítica indirecta a la situación política de la época. La Nona, con su voracidad insaciable, podría verse como una metáfora de un sistema político corrupto y depredador.

- Tensión social y desigualdad: el contexto político de la época contribuyó a la tensión social y la desigualdad económica en Argentina. La obra refleja la desesperación y la lucha por sobrevivir en un entorno de crisis económica y social, lo que está relacionado con la inestabilidad política y la represión que caracterizó la época.

## Breve descripción de los personajes
Nona (La Abuela):
- La Nona es el personaje central de la obra. Es una anciana de gran apetito y glotonería que devora comida en cantidades exorbitantes. Su insaciable deseo de comer lleva a la familia a la ruina económica. La Nona es un personaje cómico y trágico al mismo tiempo, personificando la avaricia y el exceso.

Carmelo:
- Carmelo es el esposo de María y padre de Marta. Es un hombre trabajador que lucha por mantener a su familia a pesar de los excesos de La Nona. A medida que avanza la obra, Carmelo se enfrenta a un dilema moral sobre cómo lidiar con la voracidad de su madre.

María:
- María es la esposa de Carmelo y madre de Marta. Es una mujer que se preocupa profundamente por su familia y se esfuerza por mantener la unidad familiar en medio de las dificultades económicas.

Chicho:
- Chicho es el hermano menor de Carmelo. A lo largo de la obra, se debate entre su amor por La Nona y su deseo de encontrar una solución a los problemas financieros de la familia. Es uno de los personajes más afectados por la situación.

Anyula:
- Anyula es la hija soltera de La Nona y tía de Carmelo y Chicho. Es un personaje maternal y compasivo que desempeña un papel esencial en el cuidado de la familia. Su evolución en la obra muestra su lucha entre la lealtad a la familia y su dilema moral debido a la difícil situación provocada por La Nona.

Marta:
- Marta es la única hija de Carmelo y Maria. Es un personaje que también se ve afectado por la situación económica de la familia y que busca encontrar una solución a los problemas que enfrentan.

Francisco (El Mosca):
- El Mosca es un vendedor del kiosco local que entra en la vida de la familia y ofrece una solución poco convencional a sus problemas económicos. Representa la desesperación y la lucha por sobrevivir en un contexto difícil.

## Ediciones
- Los hermanos queridos, La doña, Argentores (1980, Buenos Aires).
- El grotesco criollo: Discépolo-Cossa, Ediciones Colihue (1986, Buenos Aires).
- Teatro 2: El avión negro, La Nona, No hay que llorar, Ediciones de la Flor (1989, Buenos Aires).
- Teatro Argentino Contemporáneo, Fondo de Cultura Económica (1992, México).
- La Nona, Editorial Corregidor (2004, Buenos Aires).
- La Nona, Libros de la ballena (2016, Madrid).

## Traducciones
- 1981, Oma frisst (Alemania)
- 1992, La Nonna (Francia)
- 2015, Yer Granny (Escocia)

## Adaptaciones

### Cine
- 1979: La Nona. Argentina. 
  - Guion: Héctor Olivera y Roberto Cossa.
  - Directores: Héctor Olivera
  - Reparto: Pepe Soriano, Juan Carlos Altavista, Osvaldo Terranova, Eva Franco, Guillermo Battaglia, Oscar Núñez, Graciela Alfano, Vicente La Russa, Fernando Iglesias 'Tacholas', Horacio O'Connor, Emilio Vidal, Max Berliner